# Amt Themar
Das Amt Themar, war eine territoriale Verwaltungseinheit der Grafschaft Henneberg. Nach dem Aussterben der Grafen von Henneberg-Schleusingen kam das Amt im Jahr 1583 unter gemeinsame Verwaltung der albertinischen und ernestinischen Wettiner. Durch Aufteilung der Grafschaft Henneberg im Jahr 1660 wurde das Amt dem Herzogtum Sachsen-Altenburg zugeteilt. Danach gehörte es ab 1672 zum Herzogtum Sachsen-Gotha-Altenburg und durch Erbteilung ab 1680 zum Herzogtum Sachsen-Römhild.
Da diese Linie bereits 1710 ausstarb, wurde das Amt zwischen den Herzogtümern Sachsen-Gotha-Altenburg (7/12) und Sachsen-Coburg-Saalfeld (5/12) geteilt, bis es schließlich 1805 ganz an Sachsen-Coburg-Saalfeld kam. 1826 wurde es dem Herzogtum Sachsen-Meiningen zugeteilt.
Bis zur Verwaltungs- und Gebietsreform des Herzogtums Sachsen-Meiningen im Jahr 1829 und der damit verbundenen Auflösung bildete es als Amt den räumlichen Bezugspunkt für die Einforderung landesherrlicher Abgaben und Frondienste, für Polizei, Rechtsprechung und Heeresfolge.

## Geographische Lage
Das Gebiet des Amts Themar gehört historisch zum Henneberger Land und befand sich zu beiden Seiten der oberen Werra. Die Orte nördlich der Werra liegen an der Südabdachung des Thüringer Waldes. Ein markanter Berg ist der 692 Meter hohe Schneeberg bei Grub. Das Amtsgebiet südlich der Werra liegt zwischen dem Vorland des Thüringer Waldes im Südosten und dem thüringischen Teil des Grabfelds im Südwesten, wo das Territorium vom Oberlauf der Jüchse berührt wird.
Das ehemalige Amt Themar liegt heute im Süden des Freistaats Thüringen und befindet sich größtenteils im Landkreis Hildburghausen, nur Obendorf und Exdorf gehören heute zur Gemeinde Grabfeld im Landkreis Schmalkalden-Meiningen.

## Angrenzende Verwaltungseinheiten
| Exklave Vachdorf/Leutersdorf (Amt Meiningen; Hochstift Würzburg, ab 1542 Grafschaft Henneberg, ab 1680 zu Sachsen-Meiningen) | Amt Kühndorf (Grafschaft Henneberg, nach 1660 zum Fürstentum Sachsen-Zeitz, 1718 zu Kursachsen, 1815 zu Preußen)                      | |
| Amt Maßfeld (Grafschaft Henneberg, ab 1680 zu Sachsen-Meiningen)                                                             | Kompassrose, die auf Nachbargemeinden zeigt                                                                                           | Amt Schleusingen (Grafschaft Henneberg, nach 1660 zum Fürstentum Sachsen-Zeitz, 1718 zu Kursachsen, 1815 zu Preußen) |
| | Amt Römhild (Grafschaft Henneberg, nach 1680 zu Sachsen-Römhild, nach 1710 anteilig zu Sachsen-Meiningen und Sachsen-Coburg-Saalfeld) | Amt Hildburghausen (Neue Herrschaft Henneberg, 1353 Pflege Coburg, nach 1680 zu Sachsen-Hildburghausen)              |

## Geschichte

### Zent Themar und Vogtei Osterburg
Der 796 erstmals erwähnte Ort Themar war bereits um 1200 Sitz eines Zentgerichts der Grafen von Henneberg. In dieser Gegend kreuzte sich die Werratalstraße mit einer anderen Altstraße, die aus dem Gleichberggebiet kommend westlich von Themar in nördliche Richtung zog. Im Zuge des Landausbaus der Grafschaft Henneberg entstand an dieser Kreuzungsstelle vermutlich Anfang des 13. Jahrhunderts die Osterburg als wehrhafter Verwaltungsmittelpunkt der umliegenden Orte.
In einer Elgersburger Urkunde von 1268 wurde die Osterburg mit ihrem Zubehör als dem benachbarten Amt Schleusingen gleichwertig erachtet und der Gräfin Sophia von Henneberg zum Leibgeding ausgestellt. Unter dem Zubehör der Burg ist der Vogteibezirk zu verstehen, aus dem später das „Amt Themar“ hervorging.

### Grafschaft Henneberg
Als Sitz eines Vogts als Vertreter der Landesherrschaft diente die Osterburg nur kurze Zeit. In der Hennebergischen Hauptteilung von 1274 wurde die Zent und die Stadt Themar zwischen den Linien Henneberg-Schleusingen und Henneberg-Hartenberg geteilt. Dadurch entstanden für lange Zeit äußerst komplizierte Besitzverhältnisse.
Die Linie Henneberg-Schleusingen erhielt bei dieser Teilung aus der Zent Themar die Orte Jüchsen und Neubrunn, sowie einen Anteil an der Stadt Themar. Die Linie Henneberg-Hartenberg erhielt dagegen die Osterburg und etliche Dörfer ganz sowie den anderen Anteil an Themar. Dadurch ist höchstwahrscheinlich der Sitz des Vogtes von der nun hartenbergischen Osterburg in das geteilte Themar verlegt worden. Zur „Zent Themar“ gehörten weiterhin die beiden Orte Vachdorf und Leutersdorf, deren Landesherrschaft als Exklaven des Amts Meiningen bis 1542 beim Hochstift Würzburg lag. Die Schleusinger Orte Jüchsen und Neubrunn wurden in der Folgezeit Teile des Amts Maßfeld, während das zur Zent gehörige Hartenbergische Belrieth an das Amt Schwarza kam. Ein „Amt Themar“ wurde im Jahr 1341 erstmals erwähnt.
Der Schleusinger Anteil des Amts und der Stadt Themar verblieb bei einer Erbteilung zwischen der Witwe und dem Bruder des verstorbenen Grafen Heinrich VIII. im Jahr 1347 als Bestandteil des „althennebergischen“ Landes beim neuen Grafen Johann I. von Henneberg-Schleusingen († 1359).
Der Hartenberger Anteil am Amt und der Stadt Themar mit der Osterburg musste 1359 aufgrund finanzieller Schwierigkeiten an die Grafen Günter und Johann von Schwarzburg verpfändet werden. Das Einlösungsrecht des Pfandes ging 1371 mit der gesamten Grafschaft Henneberg-Hartenberg durch Verkauf an die Linie Henneberg-Aschach über. Nach einer heftigen Auseinandersetzung um das Erbe der 1378 ausgestorbenen Hartenberger Linie, bei der Themar und Marisfeld belagert und einige umliegende Dörfer verwüstet worden sein sollen, wurden die Grafen von Schwarzburg 1379 im Besitz des Amtsanteils bestätigt. Diese verpfändeten ihn jedoch bereits 1380 an die Herren von Bibra.
1416 kaufte Wilhelm II. von Henneberg-Schleusingen († 1426) das Einlöserecht über die Osterburg und den Hartenbergischen Anteil an Stadt und Amt Themar vom Haus Schwarzburg zurück. Trotzdem blieben die Gebiete weiter Pfandeigentum der Herren von Bibra. 1453 wurde das bisherige Pfandeigentum der Herren von Bibra in ein Lehen umgewandelt und die Osterburg von 1459 bis 1468 in drei Raten von Henneberg-Schleusingen zurückgekauft. Die auf mehrere Familienangehörige der Herren von Bibra zersplitterten Anteile an der Stadt und dem Amt Themar konnten zwischen 1452 und 1478 ebenfalls erworben werden, wodurch das Amt Themar seitdem komplett im Besitz der Grafen von Henneberg-Schleusingen war.
Nach dem Wiedererwerb der Osterburg wurde der Vogteisitz wahrscheinlich für einige Jahre von Themar wieder auf die Burg verlegt, jedoch verlor diese in den letzten Jahrzehnten des 15. Jahrhunderts die Burg wahrscheinlich zunehmend an Bedeutung. 1496 tauchte in den Amtsrechnungen von Themar letztmals ein Wächter auf der Burg auf, so dass man wohl mit ziemlicher Sicherheit davon ausgehen kann, dass die Osterburg um 1500 offen gelassen wurde.

### Gemeinsame sächsische Verwaltung und Aufteilung der Grafschaft Henneberg
Mit dem Tod des Grafen Georg Ernst von Henneberg-Schleusingen im Jahr 1583 erlosch das Henneberger Grafenhaus. Der von den Hennebergern mit den ernestinischen Wettinern 1554 geschlossene Kahlaer Vertrag regelte die Erbfolge der einzelnen Landesteile. Da aber auch die albertinischen Wettiner gleichermaßen begründete Erbansprüche anstellten, wurde die Grafschaft Henneberg mit ihren Ämtern zunächst unter eine gemeinsame ernestinische und albertinische Verwaltung mit Sitz in Meiningen gestellt.
Da sich die ernestinischen und albertinischen Landesherren weiterhin nicht über die Verwaltung ihrer Erbschaft einigen konnten, wurde die Grafschaft Henneberg im Jahr 1660/61 aufgelöst. Die Aufteilung der Grafschaft wurde im Weimarer Vertrag (Sächsischer Teilungsvertrag), basierend auf dem Kahlaer Vertrag von 1554, geregelt.

### Ernestinische Herzogtümer
Das Amt Themar wurde demnach dem ernestinischen Anteil zugeschlagen und kam 1660 an das Herzogtum Sachsen-Altenburg. Mit dem Aussterben der Linie Sachsen-Altenburg im Jahr 1672 fiel das Amt Themar an das Herzogtum Sachsen-Gotha, welches sich seitdem Sachsen-Gotha-Altenburg nannte. Nach Auflösung der Grafschaft Henneberg verloren die alten Zentgerichte immer mehr an Bedeutung, was auch in der voranschreitenden Angleichung der Zent- und Amtsgrenzen ihren Ausdruck fand.
Durch die Teilung des Herzogtums Sachsen-Gotha-Altenburg im Jahre 1680 kam das Amt Themar zum Herzogtum Sachsen-Römhild. Sofort nach Gründung des Herzogtums ging 1681 die Hochgerichtsbarkeit über die bisher zur Zent Themar gehörigen Orte Jüchsen, Belrieth und Neubrunn an das Amt Maßfeld und über Vachdorf und Leutersdorf an das Amt Meiningen im ebenfalls neu gegründeten Herzogtum Sachsen-Meiningen über.
Nach dem Aussterben der Linie Sachsen-Römhild im Jahr 1710 nahm das Herzogtum Sachsen-Gotha-Altenburg das Amt Themar zunächst komplett in Besitz, trat aber 1714 aufgrund eines kaiserlichen Urteils dem Hause Sachsen-Coburg-Saalfeld den zustehenden Anteil ab. Über die gemeinschaftliche Verwaltung wurde 1728 zwischen beiden fürstlichen Häusern folgender besonderer Rezess errichtet:
- Die Bestellung der Diener und die Direktion in Justizsachen erfolgt in Abwechslung.
- Die Kanzleilehen werden hälftig geteilt.
- Die drei ritterschaftlichen Orte Marisfeld, Oberstadt und Henfstädt werden in Amts- und Rechtssachen gemeinschaftlich verwaltet.
- Von den Erlösen des Amts erhält Sachsen-Gotha-Altenburg 7/12 und Sachsen-Coburg-Saalfeld 5/12.

Seit 1805 gehörte das Amt Themar durch Tausch komplett zu Sachsen-Coburg-Saalfeld. Nach dem Aussterben der Linie Sachsen-Gotha-Altenburg im Jahre 1826 kam es zu einer Neuordnung der Ernestinischen Herzogtümer. Dabei wurde das Amt Themar durch den Teilungsvertrag zu Hildburghausen dem Herzogtum Sachsen-Meiningen zugeteilt. Im Vertrag von 1826 wurde des Weiteren festgelegt, dass sämtliche aus früheren Teilungen und Erbschaften herrührenden Ansprüche erledigt sind.
Im Rahmen der Neuorganisation des Meininger Staatsgebietes wurden die Ämter bis 1829 aufgelöst und Justiz und Verwaltung voneinander getrennt. Die Amtsgeschäfte wurden nun in Verwaltungsangelegenheiten in dem für Themar zuständigen „Verwaltungsamt Römhild“ und die Gerichtsaufgaben dem entsprechenden Justizamt übertragen. Bei einer strukturellen Neuordnung des Herzogtums Sachsen-Meiningen im Jahr 1868 wurde aus den Verwaltungsämtern Römhild und Hildburghausen der Landkreis Hildburghausen gebildet, zu dem das ehemalige Amtsgebiet nun gehörte.

## Zugehörige Orte
Zum Amt Themar gehörten außer der Stadt Themar 17 Dorfschaften, 1 herrschaftliches Kammergut und 10 Wüstungen.
Städte
- Themar (Tagamari)

Amtsdörfer
| - Beinerstadt (Beinherestadt) - Dingsleben (Tingsfleia) - Ehrenberg - Exdorf - Grimmelshausen (Griminolteshusen) | - Grub - Lengfeld - Obendorf - Schmeheim - Siegritz | - Reurieth (Ruriet) - St. Bernhardt - Tachbach (Tabehu) - Wachenbrunn |

Adlige Dörfer
- Henfstädt (Henfestat)
- Marisfeld (Maharesfeld)
- Oberstadt

Burgen und Schlösser
- Osterburg bei Henfstädt
- Vorderes Schloss, Mittleres Gut und Hinteres Schloss in Henfstädt
- Stammschloss der Familie von Grimmelshausen
- Schloss Marisfeld
- Wasserschloss Oberstadt
- Burg Reurieth (seit 19. Jh. Ruine)
- ehemalige Burg bei Tachbach

Höfe und Vorwerke
- Trostadt (Trostnesteti), ehemaliges Kloster Trostadt bei Reurieth

Wüstungen
| - Ruine der Wallfahrtskirche St. Ottilien bei Ehrenberg - Berthuns - Brunnhof, bei Reurieth - Dörfles, (Dorphelen) bei Grimmelshausen - Eytersfeld, bei Schmeheim | - Gertles, (Gertilure) bei Tachbach - Schneebach, bei Oberstadt - Steinhaug, (Steinhoug) bei Henfstädt - Syholz (Sichildes) - Weißbach, (Wizzebach) bei Themar |